# ليا فويل

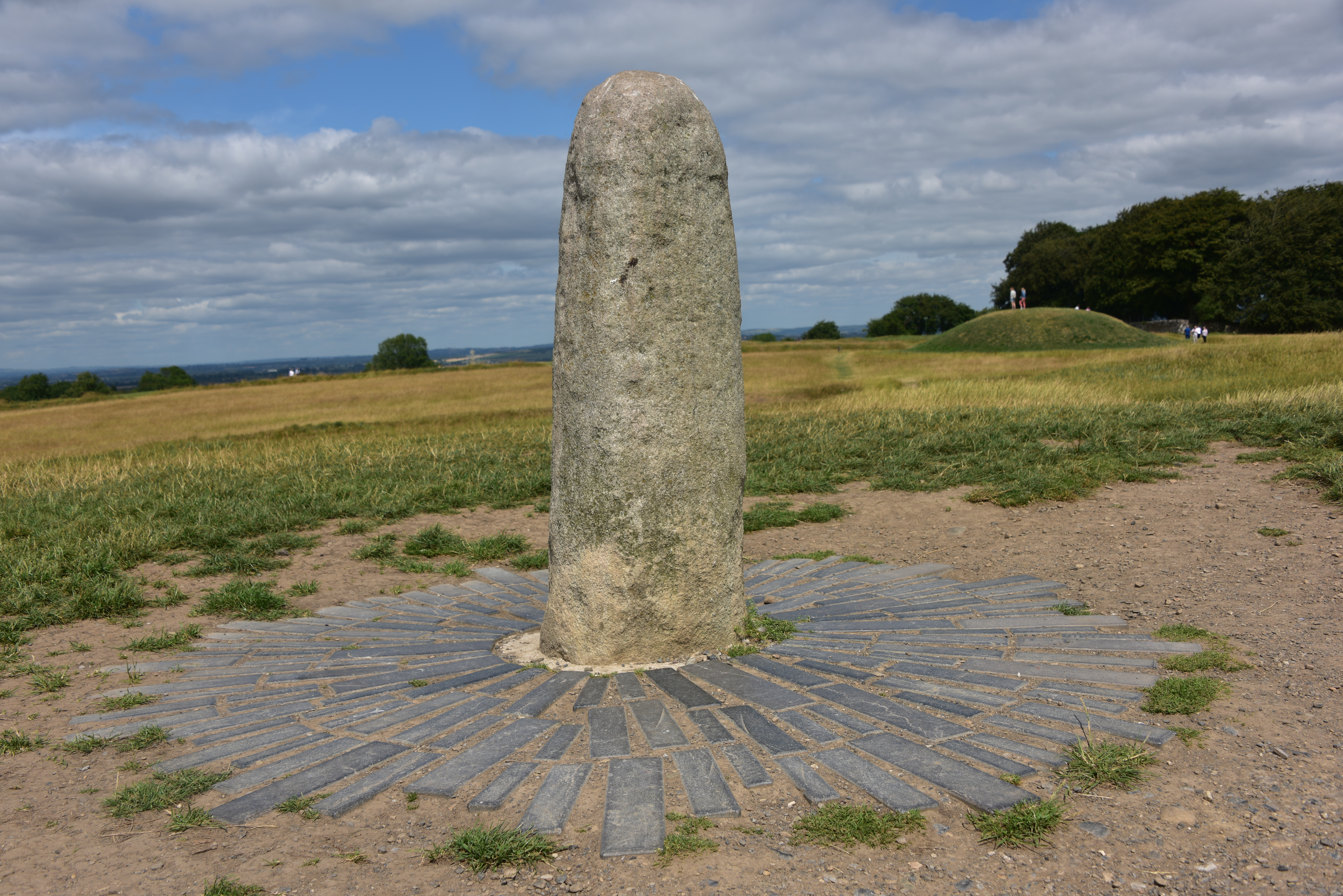
الليا فويل في تارا

ليا فويل (بالإنجليزية: Lia Fáil) (وتعني حجر القدر، أو «الحجر الناطق» نظرًا لأسطورة التنبؤ القائمة حوله) هو حجر في التل الافتتاحي (بالأيرلندية: an Forrad) على هضبة تارا في مقاطعة ميث، أيرلندا، وكان يلعب دور حجر تتويجٍ في مراسم تنصيب ملوك أيرلندا الأعلين. يُعرف أيضًا باسم حجر تتويج تارا. تقول الأسطورة: إن جميع ملوك أيرلندا وصولًا إلى مويرتشيرتاخ ابن إيركاي في عام 500 تُوجوا على الصخرة.

## الأصل الأسطوري
هناك عدة أساطير مختلفة ومتضاربة في الميثولوجيا الأيرلندية تحكي قصة جَلب ليا فويل إلى أيرلندا. يوضح ليبور غابالا (وتعني كتاب الغزوات)، العائد إلى القرن الحادي عشر أنه جُلب في العصور القديمة خلال سباق أنصاف الآلهة المعروفين باسم تواثا دي دانان. سافر التواثا دي دانان إلى «الجزر الشمالية» حيث تعلموا السحر والعديد من المهارات في مدنها الأربعة: فالياس وغورياس ومورياس وفيندياس. ومن هناك سافروا إلى أيرلندا جالبين معهم كنزًا من كل مدينة؛ سُميت كنوز أيرلندا الأسطورية الأربعة. أحضروا ليا فويل من فالياس. والكنوز الثلاثة البقية هي: كلايوم سولايس أو سيف النور، سليا بوا أو رمح لوغ، وكوير داغداي أو قِدر داغدا.
يعامل بعض المؤرخين الاسكتلنديين مثل جون الفوردوني وهيكتور بويس من القرن الثالث عشر، ليا فويل نفس معاملتهم لحجر المصير في اسكتلندا. فحسب هذه القصة غادرت ليا فويل تارا في العام 500م عندما أعارها ملك أيرلندا الأعلى مورتاغ ابن إيريك إلى عمه الأكبر فيرغوس (عُرف لاحقًا بفيرغوس العظيم) لتتويج الأخير في اسكتلندا. في هذا الوقت كانت مملكته الفرعية، دالريادا، قد توسعت لتشمل الجزء الشمالي الشرقي من أولستر وأجزاء من جنوب اسكتلندا. بُعيد تتويج فيرغوس في اسكتلندا، علق مع المقربين منه في عاصفة هوجاء قُبالة ساحل مقاطعة أنتريم وهلكوا جميعًا. بقي الحجر في اسكتلندا ولهذا السبب دُوّن في التاريخ أن مورتاغ ابن إيريك كان آخر ملك أيرلندي تُوج عليه.
على كلٍ، علق عالم التاريخ ويليام فوربيس سكين قائلًا: «من اللافت للنظر إلى حد ما أن الأسطورة الاسكتلندية تحكي قصة جلب حجر المصير من أيرلندا، والأسطورة الأيرلندية تحكي قصة جلب حجر تارا من اسكتلندا.»
يقول الديندسنشاس، وهو تدوين لأحاديث من الأدب الأيرلندي القديم ورجع لأصداء الأساطير القديمة، إن ليا فويل كان يُطلق زئيرًا في حضرة أي ملك مُزيف يدّعي السيطرة في أيرلندا.
في أحد نسخ الأساطير الغيلية حول حجر ليا فويل، تُذكر أسطورة أكثر ارتباطًا بحجر المصير، تقول إن الحجر المقدس وصل على متن سفينة تعود إلى الدانان الإيبيريين إلى ميناء كاريكفيرغوس العريق نحو عام 580 ق.م. كان يوكايدا على متن السفينة، وهو ابن الملك الأعلى وسليل إيريمون والأميرة تيا تيفي والكاتب سيمون براوخ. كان لدى الأميرة تيا قيثارة عريقة أيضًا، يعتقد البعض أن أصولها تعود إلى سلالة داود. وأوصل الثلاثة الحجر إلى هضبة تارا. تزوجت سكوتا من الملك الأعلى يوكايدا لاحقًا، وكانا قد التقيا في أورشليم في وقت سابق. استرد يوكايدا الحجر العتيق في القدس قبل الغزو البابلي. يُقال أن كل ملوك أيرلندا وبريطانيا التاليين الذين تُوجوا على الحجر حاولوا إثبات نسبهم إلى الحكيم الملكي وزوجته، تيا تيفي، ناقلو الحجر الأصليون. يُقال أن قبر يوكايدا موجود في مقبرة كارين تي الأزلية ذات الممرات في لاو كريو.

## قدرات أسطورية
كان يُعتقد أن حجر ليا فيول سحري: يُقال أن الحجر كان يَهدرُ بفرح عندما يطؤه الملك الأعلى الشرعي لأيرلندا بقدمه. وكانت تُنسب إليه القدرة على تجديد شباب الملك ومنحه عهد حكم طويل. طبقًا لكتاب الغزوات، قسمه كوخولين بسيفه عندما لم يَهدِر تحت لوغايد رياب إنديرغ الذي كان يحظى بحمايته، ومذ ذلك الوقت لم يهدر الحجر مجددًا، إلا تحت كونّ ذو المئة معركة، وعند تتويج برايان بورو عام 1002 طبقًا للأسطورة.

## إينيس فويل
أطلق التواثا دي دانان كناية إينيس فويل على أيرلندا بسبب هذا الحجر (إينيس تعني جزيرة)، ومن هذه القصة أصبح «فول» اسمًا قديمًا لأيرلندا. لكلمة  فول في الأيرلندية عدة معانٍ مثل سياج، حَيّز مغلق، ملك أو حاكم. ومن هذه الحيثية أصبح معنى ليا فويل «حجر أيرلندا». وظهر استخدام مصطلح إينيس فويل كمرادف لإيرين في بعض الأشعار الأيرلندية الرومانسية والوطنية المكتوبة بالإنجليزية في القرن التاسع عشر وبداية القرن العشرين؛ وقصيدة إينيس فويل للشاعر أوبري توماس دي فير عام 1863 مثال على ذلك.
كان يستخدم مصطلح فيانا فويل («الفيانا، مقاتلو أو جيش أيرلندا»؛ يذكرون أحيانًا بصفة «جنود القدر») كنايةً عن المتطوعين الأيرلنديين؛ وعلى قلنسوات الجيش الأيرلندي؛ ويستخدم أيضًا في السطر الافتتاحي لنسخة اللغة الأيرلندية من أغنية الجندي، النشيد الوطني الأيرلندي؛ وسمّي به أيضًا حزب فيانا فويل السياسي، أحد الأحزاب الرئيسية في أيرلندا.

## التخريب
خُرب الحجر في وقت ما من يونيو عام 2012 بضربه بمطرقة في 11 موقعًا. وخُرّب مُجددًا في مايو من عام 2014 عندما سُكب عليه طلاء أخضر وأحمر غطى ما لا يقل عن 50% من مساحة سطحه.